# خوسيه جبريل غارسيا
خوسيه جبريل غارسيا هو صحفي وسياسي دومينيكاني، ولد في 13 يناير 1834 في سانتو دومينغو في جمهورية الدومينيكان، وتوفي في 19 يناير 1910.